# Chloe Cherry
Chloe Cherry (Lancaster, Pensilvania; 23 de agosto de 1997) es una actriz, modelo erótica y ex actriz pornográfica estadounidense.

## Biografía
Nació en Lancaster, en el estado de Pensilvania, en agosto de 1997. En el año 2015, muy poco después de cumplir los 18 años, conoció a un fotógrafo profesional, que realizaba sesiones de modelaje erótico, que le puso en contacto con una agencia de actrices en Florida, estado al que se trasladó para comenzar su carrera como actriz pornográfica.
Grabó su primera escena en Bring The Heat, junto a Alexis Fawx, para Reality Kings en octubre de 2015.
Como actriz ha trabajado para productoras como Bang Bros, Pure Taboo, Burning Angel, Jules Jordan Video, Mile High, Evil Angel, Lethal Hardcore, Digital Sin, Brazzers, 3rd Degree, Girlfriends Films o Adam & Eve, entre otras.
En 2018 fue nominada en los Premios XBIZ en la categoría de Mejor actriz revelación.
Otros de sus trabajos destacados son Amateur Introductions 24, Boffing The Babysitter 22, Confession Booth, Full Anal Service 5, I Love Hairy Teens, In The Booty 2, Kittens and Cougars 12, Lubed 2, Mom Knows Best 3 o Super Cute 5.
En 2022 se integró a la segunda temporada de la serie Euphoria de HBO interpretando a Faye, una prostituta adicta a las drogas. Antes de entrar al elenco había aparecido de una parodia pornográfica de la misma serie junto con la también actriz pornográfica Jenna Foxx. Fue destacada por los críticos como una de las estrellas emergentes de la producción.
En enero de 2022 Cherry firmó un contrato con la agencia de modelos británica Anti-Agency London. Hizo su debut en la pasarela en febrero de 2022, desfilando para LaQuan Smith durante la New York Fashion Week.
Cuando desarrolló una mayor actividad fuera de la industria para adultos, decidió retirarse como actriz pornográfica en 2024, habiendo rodado algo más de 800 películas y escenas.

## Premios y nominaciones
| Año  | Ceremonia    | Resultado | Premio                                   | Trabajo                          |
| ---- | ------------ | --------- | ---------------------------------------- | -------------------------------- |
| 2018 | Premios AVN  | Nominada  | Premio fan: Debutante más caliente       | —                                |
| 2018 | Premios XBIZ | Nominada  | Mejor actriz revelación                  | —                                |
| 2019 | Premios AVN  | Nominada  | Mejor actriz en mediometraje             | Blind Surprise                   |
| 2019 | Premios AVN  | Nominada  | Mejor actuación solo / tease             | Space Sluts                      |
| 2019 | Premios AVN  | Nominada  | Premio fan: Culo más épico               | —                                |
| 2020 | Premios AVN  | Nominada  | Mejor escena de sexo lésbico en grupo    | The Good Slave & The Filthy Slut |
| 2020 | Premios AVN  | Nominada  | Mejor escena de sexo en realidad virtual | Stolen                           |
| 2020 | Premios XBIZ | Nominada  | Mejor escena de sexo en realidad virtual | Dirty Little Fuck Thing          |
| 2021 | Premios AVN  | Nominada  | Mejor escena de sexo en grupo            | Fuck Club 3                      |
| 2023 | Premios AVN  | Nominada  | Aparición mainstream del año             | —                                |